# Abrodictyum stylosum
Abrodictyum stylosum là một loài dương xỉ trong họ Hymenophyllaceae. Loài này được Poir. J.P. Roux mô tả khoa học đầu tiên.